# Llau des Greixes
La Llau des Greixes és una llau de l'antic terme d'Hortoneda de la Conca, actualment integrant del municipi de Conca de Dalt, al Pallars Jussà. Forma part del territori de l'antic poble del Mas de Vilanova.
Es forma a lo Solà, als peus de la Serra de Pessonada, a migdia de la Rocalta, des d'on davalla cap al sud-oest. Travessa les Greixes, passa pel sud-est dels Horts de Llau Falsa, i s'ajunta amb la llau Falsa per tal de formar la llau de Bull-i-bull.